# Route 324 (Nouvelle-Écosse)
Pour les articles homonymes, voir Route 324.
La route 324 est une route secondaire de la Nouvelle-Écosse d'orientation nord-ouest/sud-est située dans le sud-ouest de la province, près de Lunenburg. Elle est une route faiblement empruntée. De plus, elle mesure 12 kilomètres, et est une route pavée sur l'entièreté de son tracé.

## Tracé
La route 324 débute sur la route 3, tout juste à l'ouest de Lunenburg. Elle se dirige vers le nord-ouest en étant nommée Green St., puis elle croise la route 332. Elle vient ensuite une route parallèle à la 3, qui est située juste à l'est. Elle croise ensuite la route 325 à Blockhouse pour se terminer 1 kilomètre au nord-ouest à la sortie 11 de la route 103.

## Communautés traversées
1. Lunenburg
2. Lilydale
3. Northwest (en)
4. Fauxburg
5. Blockhouse